# Jórgosz Szeférisz
Jórgosz Szeférisz (görög betűkkel: Γιώργος Σεφέρης; eredeti neve Jórgosz Szeferiádisz) (Szmirna 1900. február 29. / március 13. – Athén 1971. szeptember 20.) Nobel-díjas görög költő, író és diplomata. Az 1930-as évek generációja nevű irodalmi mozgalom egyik kezdeményezője, a modern görög költészet első jelentős görög képviselője volt. Lírájában a klasszikus görög hagyomány motívumai – mitológiai vonatkozások és görög írók, filozófusok idézetei – mellett jelen vannak hazája 20. századi, illetve aktuális eseményei is: írásaiban a régmúlt és a jelen történelmét állítja egymás mellé vagy éppen egymással szembe.

1963-ban irodalmi Nobel-díjjal tüntették ki „kimagasló értékű lírájáért, melyet a hellén kultúra iránti mélységes szeretet ösztönöz”. A Nobel-díj átvételekor, így fejezte be beszédét: 
Ezen az egyre szűkebb világon egymásra vagyunk utalva; keresnünk kell az embert, bárhol is legyen. Amikor a Thébába vivő úton Oidipusz találkozott a Szfinxszel, s az feladta neki a rejtvényt, Oidipusz azt felelte: az ember. És ez az egyszerű szó elpusztította a szörnyet... Sok szörnyeteg van még, melyet el kell pusztítanunk. Jegyezzük hát meg Oidipusz feleletét.

## Életrajza
Édesapja, Sztéliosz Szeferiádisz ügyvédként dolgozott, munkája mellett költészettel és antik, valamint idegennyelvű költők verseinek fordításával is foglalkozott. Édesanyja – Dészpo Tenekídi – gazdag nagybirtokos lánya volt. Jorgosz Szeferisz Szmirnában született és itt kezdte meg iskolai tanulmányait is. Az első világháború kitörésekor Szeferisz családja Athénba költözött: itt járt gimnáziumba és 1917-ben érettségizett. 1918 és 1924 között a párizsi Sorbonne egyetemen jogi tanulmányokat folytatott. 1924-ben egy évet Angliában töltött, hogy tökéletesítse angol nyelvtudását. 1925-ben visszatért Görögországba és a következő évben diplomáciai pályára lépett: a Görög Királyi Külügyminisztériumban kezdett dolgozni, majd Londonban konzul-helyettes lett (1931-1934). Ezekben az években ismerte meg a kortárs francia és T. S. Eliot költészetét és kezdett el ő maga is verseket írni. 1934–1938 között Albániában (Korça) konzulként képviselte Görögországot.
1941-ben – hosszú ismeretség után – feleségül vette María Zánut. A második világháború idején az emigráns görög kormány szolgálatában állt, elkísérte száműzetésébe – Krétára, Egyiptomba, Dél-Afrikába és Olaszországba – a Szabad Görög Kormányt. 1944-ben tért vissza a felszabadult Athénba.
A háború utáni években diplomataként szolgált Ankarában (1948-1950) és Londonban (1951-1953); 1953–1956 között Libanonban, 1957–1962 között Nagy-Britanniában nagykövet volt. Az 1950-es ciprusi válság idején ő közvetített a felek között, amelynek eredményeként létrejött a Londoni Egyezség (1959) és Ciprus Nagy-Britanniától független állammá vált.
Az 1967. évi katonai puccs után következő görög diktatúra idején (1967–1974) egy, a rezsim ellen szóló nyilatkozatban (1969) elítélte Jórgosz Papadópulosz katonai diktatúráját; ezzel népszerűvé vált a fiatalok körében. Utolsó hónapjait visszavonulva töltötte. Temetése a diktatúra elleni demonstrációvá vált: koporsóját fiatalok többezres tömege követte.

## Művei
Szeférisz életműve verseket, esszéket és naplókat foglal magában. Költői munkássága mellett jelentős műfordítói, kritikusi és történészi tevékenysége is. Gyakori témája a dicsőséges görög múlt. Néhány, az 1930-as években írt költeménye – például az Epiphania – Míkisz Theodorákisz közreműködésével megzenésítésre került.
Kezdetben a »poésie pure« és a szimbolizmus szellemében írt: pesszimistán ábrázolta a modern ember helyzetét a görög tájjal, a görög vallással és az antik szellemvilággal a háttérben.
Első verseskötetei – a Fordulópont (1931) és A ciszterna (1932) – magánkiadásban jelentek meg. Következő kötetében (Mitológia, 1935) új stílusra váltott: vegyesen használt hagyományos és modern kifejezéseket, felhasználva történelmi ismereteit; egybefogta a mitologikus múltat és a küzdelmekkel teli jelent. A költeménysorozat a homéroszi Odüsszeát veszi alapul; 24 szakasza azokról az utazókról mesél, akik a mai és a régi idők száműzöttjei.
1948-ban jelent meg első angol nyelvű kötete az Assine királya és más költemények. Diplomáciai tevékenysége során rengeteget utazott a világ sok tájára; utazásainak eredménye a három kötetes Fedélzetnapló.
Magyarul antológiákban jelentek meg írásai többek között Devecseri Gábor, Képes Géza, Lator László, Papp Árpád és Somlyó György fordításában (például Újgörög líra, 1966; Az újgörög irodalom kistükre, 1971).
| Euripidész, Athén fia Megöregedett a trójai tüzek és Szicília kőbányái között. A parti barlangok tetszettek néki s a tengerár képalkotásai. Az emberek ereit hálónak látta, mit istenek fonnak, és zsákmányul fognak bennünket bennük: és lyuggatta volna e hálót. Mogorva volt, barátja kevés került; és eljött az idő, és széttépték az ebek. (Devecseri Gábor fordítása) |

### Verseskötetek
- 1931 Strofi – Στροφή, Fordulópont
- 1932 Sterna – Στέρνα, A ciszterna
- 1935 Mythistorima – Μυθιστόρημα
- 1940 Tetradio Gymnasmaton – Τετράδιο Γυμνασμάτων A, Gyakorlófüzet I
- 1940 Imerologio Katastromatos I – Ημερολόγιο καταστρώματος Α, Fedélzetnapló I
- 1944 Imerologio Katastromatos II – Ημερολόγιο καταστρώματος Β, Fedélzetnapló II
- 1947 Kichli – Κίχλη
- 1955 Imerologio Katastromatos III – Ημερολόγιο καταστρώματος Γ΄, Fedélzetnapló III
- 1966 Tria Kryfa Poiimata – Τρία κρυφά ποιήματα, Három titkos költemény
- 1976 Tetradio Gymnasmaton – Τετράδιο Γυμνασμάτων Β Gyakorlófüzet II

#### Magyarul
- Fedélzetnapló; ford. Devecseri Gábor et al., vál., utószó Papp Árpád; Európa, Bp., 1980 (Napjaink költészete)

### Próza
- 1965 Antigrafes – fordítások
- 1974 Dokimes – Δοκιμές Esszék kötet I (1936–1947)
- 1974 Dokimes – Δοκιμές, Esszék kötet II (1948–1971)
- 1992 Dokimes – Δοκιμές, Esszék kötet III, (1932–1971)
- 1974 Exi nyxtes stin Akropoli – Hat éjszaka az Akropoliszon – regény

### Naplók
- Kötet I – 1925. február 16. – 1931. augusztus 17., 1975
- Kötet II – 1931. augusztus 24. – 1934. február 12., 1975
- Kötet III – 1934. április 16. – 1940. december 14., 1977
- Kötet IV – 1941. január 1. – 1941. december 31., 1977
- Kötet V – 1945. január 1. – 1951. április 19., 1973
- Kötet VI – 1951. április 20. – 1956. augusztus 4., 1986
- Politikai napló, Kötet I – 1935. november 25. – 1944. október 7., 1979
- Politikai napló, Kötet II – 1945. január 13. – 1952. május 5., 1985

### Szeferisz írásait tartalmazó magyar nyelvű antológiák
- A bolond gránátalmafa. Újgörög költők antológiája, 1984 ISBN 963-211-618-6
- A világirodalom legszebb versei. XX. század, 1967
- Arany lant I-II. Devecseri Gábor művei, 1979 ISBN 963-207-309-6
- György, 1991 ISBN 963-208-076-9
- Szerelmes ezüst kalendárium. Háromszázhatvanöt költő háromszázhatvanöt verse, 1967
- Verses világjárás. A világirodalom gyöngyszemei, 1971
- Az újgörög irodalom kistükre, 1971
- Először magyarul. Hat évezred költészetéből, 1971
- Ezer arc, egy álarc mögött. Versfordítások, 1987 ISBN 963-03-2834-8
- Lírai világtájak. Válogatott műfordítások, 1967
- Metszéspontok. Versek, műfordítások, 1976 ISBN 963-270-237-9

## Jegyzetek

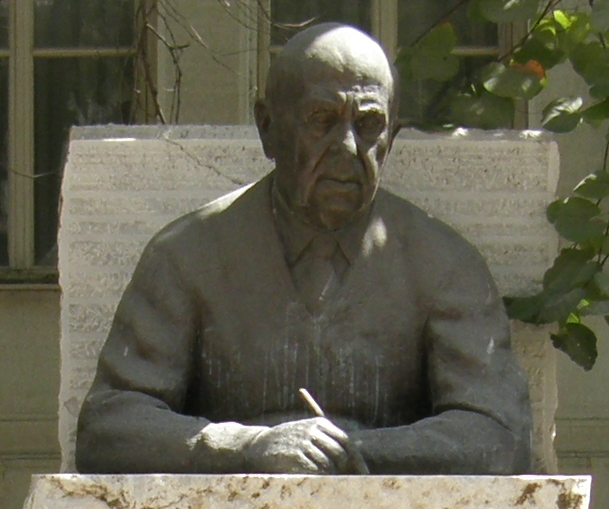
Jorgosz Szeferisz szobra